# Gloria Stuartová
Gloria Frances Stuartová (4. července 1910, Santa Monica – 26. září 2010, Los Angeles) byla americká herečka.
Byla hollywoodskou hvězdou 30. a 40. let, proslavila se především v hororech Jamese Whalea (The Old Dark House, The Invisible Man). Poté se od herectví nadlouho odvrátila, věnovala se obchodu, malování, psaní scénářů či šlechtění bonsají. V 70. letech se vrátila na televizní obrazovky a v 80. letech i na plátna kin. Její třetí comeback se odehrál roku 1997, kdy ztvárnila roli Rose v trháku Titanic, za niž byla nominována na Oscara za výkon ve vedlejší roli a stala se tak ve svých 87 letech nejstarší herečkou, která kdy na tuto cenu byla nominována. Zemřela ve sto letech.